# Općina Čučer-Sandevo
Općina Čučer-Sandevo (makedonski: Чучер-Сандево) je jedna od 80 općina Sjeverne Makedonije koja se prostire na sjeveru Sjeverne Makedonije. 
Upravno sjedište ove općine je selo Čučer-Sandevo s 299 stanovnika.

## Zemljopisne osobine
Općina Čučer-Sandevo je prigradska skopska općina koja se prostire po južnim padinama Skopske Crne gore.  
Općina Čučer-Sandevo graniči s Kosovom sa sjevera i zapada, te s Općinom Lipkovo na istoku, Općinom Butel na jugoistoku, Općinom Šuto Orizari na jugu, te s Općinom Gjorče Petrov na jugozapadu.
Ukupna površina Općine Čučer-Sandevo je 240.78 km².

## Stanovništvo
Općina Čučer-Sandevo ima 8.493 stanovnika. Po popisu stanovnika iz 2002. nacionalni sastav stanovnika u općini bio je sljedeći;

## Naselja u Općini Čučer-Sandevo
Ukupni broj naselja u općini je 12, od kojih su svih 12 sela.

## Pogledajte i ovo
- Sjeverna Makedonija
- Općine Sjeverne Makedonije

## Vanjske poveznice
- Općina Čučer-Sandevo na stranicama Discover Macedonia